# Vaucresson
Vaucresson is een gemeente in het Franse departement Hauts-de-Seine (regio Île-de-France) en telt 8141 inwoners (1999). De plaats maakt deel uit van het arrondissement Boulogne-Billancourt.

## Geografie
De oppervlakte van Vaucresson bedraagt 3,1 km², de bevolkingsdichtheid is 2626,1 inwoners per km².
De onderstaande kaart toont de ligging van Vaucresson met de belangrijkste infrastructuur en aangrenzende gemeenten.

## Demografie
Onderstaande figuur toont het verloop van het inwonertal (bron: INSEE-tellingen).

## Geboren in Vaucresson
- Jean Ferrat (1930-2010), Frans chansonnier
- Yves du Manoir (1904-1928), Franse rugbyspeler